# غونار كرانتز
غونار كرانتز (بالسويدية: Gunnar Krantz)‏ هو فنان قصص مصورة ورسام كارتون سويدي، ولد في 1962 في مالمو في السويد.